# Gondola Ridge
Gondola Ridge är en bergstopp i Antarktis. Den ligger i Östantarktis. Nya Zeeland gör anspråk på området. Toppen på Gondola Ridge är 550 meter över havet.
Terrängen runt Gondola Ridge är varierad. Trakten är obefolkad. Det finns inga samhällen i närheten.